# Miranda (Trujillo)
Miranda è un comune del Venezuela situato nello Stato di Trujillo.
Il capoluogo del comune è la città di El Dividive.